# Star Wars: The Clone Wars – Republic Heroes
Star Wars: The Clone Wars – Republic Heroes – komputerowa gra akcji stworzona przez studio Krome Studios i wydana przez LucasArts na platformę Microsoft Windows.

## Fabuła
Oddziały klonów po bitwie o Ryloth pod dowództwem Anakina Skywalkera zwalczają opór droidów. Stacja Juma-9 zostaje zaatakowana przez siły Separatystów. Za atakiem stał Kul Teska, skakoański łowca nagród.
Skakoanin poszukuje broni, która mogłaby zniszczyć gwiazdy. Broni poszukuje również Asajj Ventress. Zadaniem Skywalkera i innych Jedi jest powstrzymanie łowcy nagród.